# Hayashi Yoshihide
Hayashi Yoshihide (林 義秀 Lâm Nghĩa Tú), (sinh ngày 25 tháng 8 năm 1891 mất ngày 5 tháng 2 năm 1978), là một vị tướng Lục quân Đế quốc Nhật Bản, tham gia chiến tranh thế giới thứ hai.

## Tiểu sử
Sinh ra ở Wakayama, Hayashi tốt nghiệp khóa 26 Trường Sĩ quan Lục quân năm 1914 và khóa 35 Trường Đại học Lục quân năm 1923. Ban đầu ông đến làm việc tại bản doanh đạo quân Quan Đông, tham gia vào nhóm hoạch định chiến lược cho các hoạt động ở miền bắc Chahar, Trung Quốc, trong giai đoạn đầu của cuộc chiến tranh Trung-Nhật.
Từ năm 1938 - 1940, Hayashi làm việc ở Đài Loan quân (Lục quân Đế quốc Nhật Bản).
Năm 1941, Ông lên chức Thiếu tướng.
Từ năm 1940, để chuẩn bị cho cuộc xâm lược Đông Nam Á, Hayashi chỉ huy lực lượng ở Đài Loan thu thập, nghiên cứu và điều tra các vấn đề liên quan, phục vụ cho cuộc chiến.
Từ năm 1941- 1942, Hayashi là phó tham mưu trưởng Phương diện quân 14 (Lục quân Đế quốc Nhật Bản). Đến năm 1943, ông được giao chỉ huy Sư đoàn 54.
Tháng 5- 1943, Hayashi chỉ huy Lữ đoàn hỗn hợp độc lập 24 ở Miến Điện.
Năm 1945, ông chỉ huy Sư đoàn 53 đóng tại Miến Điện. Cùng năm, ông được thăng chức Trung tướng.
Sau khi Nhật Bản đầu hàng, ông bị bắt, giam giữ tại Manila, Philippines, vì tội ác chiến tranh.
Tháng 7- 1953, ông được thả.

### Sách
- Dorn, Frank (1974). The Sino-Japanese War, 1937-41: From Marco Polo Bridge to Pearl Harbor. MacMillan. ISBN 0025322001.